# Arthropogon piptostachyus
Espèce
Arthropogon piptostachyus (synonyme : Achlaena piptostachya) est une espèce de plantes monocotylédones de la famille des Poaceae (graminées), originaire des Caraïbes.
C'est une plante herbacée vivace, cespiteuse, pouvant atteindre 75 cm de haut, à inflorescence en panicule d'épillets.

## Synonymes
Selon Catalogue of Life (9 juin 2016) :
- Achlaena piptostachya Griseb.
- Arthropogon stipitatus Hack., nom. superfl.